# Указ 70/2023
Указ особой необходимости и срочности 70/2023 «Основы для восстановления аргентинской экономики» (исп. Decreto de Necesidad y Urgencia 70/2023 «Bases para la Reconstrucción de la Economía Argentina») был подписан президентом Аргентины Хавьером Милеем 20 декабря 2023 года. Будучи одной из первых мер по экономическим реформам, принятых правительством Милея, указ содержит ряд мер по дерегуляции аргентинской экономики, рынка труда и иных сфер общественной жизни страны, для чего в нём были отменены или изменены ряд принятых раннее законов страны. Указ носит статус «особой необходимости и срочности», благодаря чему после публикации в государственной газете Boletín Oficial он сразу же вступил в силу, получив статус закона. Основным автором указа стал бывший президент Центрального банка Федерико Штурценеггер.
Из-за своего размера он получил в аргентинской прессе прозвища «мегауказ» (или «мегадекрет») и «указище». После телеобращения Хавьера Милея в Аргентине вспыхнули массовые протесты против принятия указа, которые проходили до января 2024 года. Несколько общественных организаций и ряд политических деятелей Аргентины посчитали данный указ противоречащим конституции страны. 14 марта 2024 года Сенат Аргентины провёл голосование, в котором отклонил данный указ (что не помешало его действию, поскольку Палата депутатов голосование по указу не проводила).

## Предпосылки. Экономический кризис в Аргентине
Со середины 2010-х годов аргентинская экономика переживала затяжной экономический и валютный кризис. Попытки улучшить ситуацию, предпринятые правительствами Маурисио Макри (2015—2019) и Альберто Фернандеса (2019—2023), себя не оправдали. К 2022 году инфляция в Аргентине достигла 100%, а к октябрю 2023 года — 143%, а более 18% населения не могли позволить себе приобрести даже товары первой необходимости, около 40% населения страны жило за чертой бедности. Правительство Аргентины в течение этого времени постоянно сталкивалось с нараставшим дефицитом бюджета.
Победивший на выборах 2023 года либертарианец Хавьер Милей среди прочего в своей программе заявлял о планах сократить государственные расходы, уменьшить число министерств с 18 до 8, сбалансировать государственный бюджет Аргентины и провести в экономике приватизацию и шоковую терапию. Во время речи, произнесённой им на инаугурации 10 декабря 2023 года, Милей среди прочего предупредил население страны о скором экономическом шоке, который должен будет помочь экономике страны начать восстанавливаться после затяжного кризиса. Новый президент Аргентины уже в день своей инаугурации начал приводить в действие первую реформу — указом 8/2023 «О министерствах» число министерств было сокращено до девяти. 12 декабря министерство экономики Аргентины объявило о так называемом «плане бензопилы», который предусматривал сокращение бюджетных расходов на энергоносители и транспорт и девальвацию курса песо к доллару на 50%.

## Характер указа и его содержание

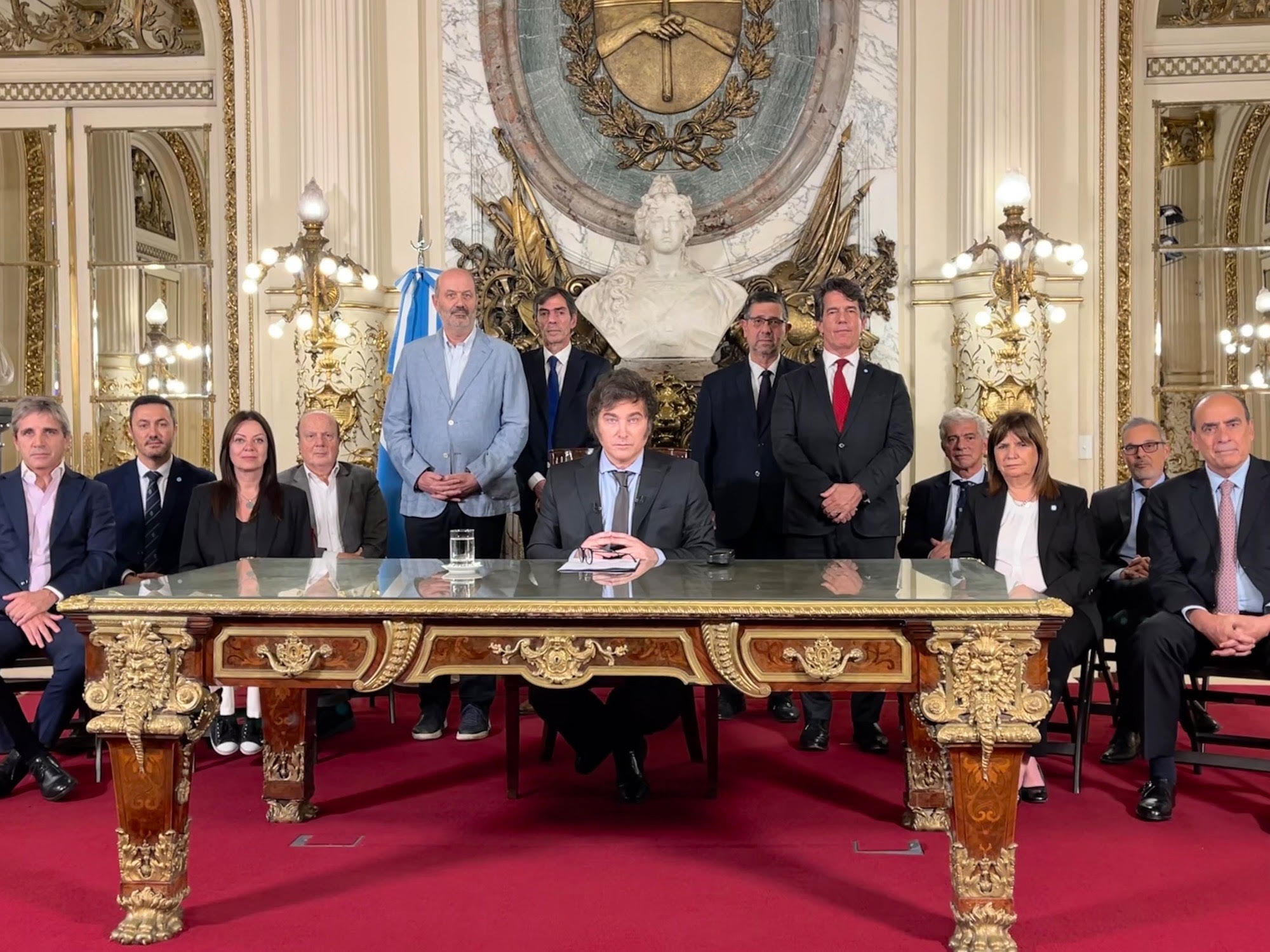
Хавьер Милей и его кабинет министров анонсируют указ 70/2023, 20 декабря 2023

Указ, получивший номер 70/2023, был анонсирован Хавьером Милеем в присутствии своего кабинета министров в 21:00 по местному времени в своей резиденции Каса Росада 20 декабря 2023 года. Изначально планировалось записать обращение в полдень того же дня, но затем было решено перенести его на вечер, когда в Буэнос-Айресе завершился митинг памяти погибших во время беспорядков декабря 2001 года. Указ был опубликован в государственной газете Boletín Oficial и вступил в силу на следующий день, 21 декабря 2023 года. Разработкой указа занимался в основном бывший секретарь по экономической политике и бывший президент Центрального банка Федерико Штурценеггер.
Данный указ был классифицирован Милеем как «указ особой необходимости и срочности» (исп. Decreto de Necesidad y Urgencia). Согласно пункту 3 статьи 99 конституции Аргентины, подобные указы президент страны имеет право издавать в случае, когда невозможно соблюсти процедуры принятия законов через Национальный конгресс Аргентины. В создании указов особой необходимости и срочности должны принимать участие, помимо президента, все члены кабинета министров и его председатель. Такие указы уже с момента их публикации в государственной газете имеют силу закона, а парламент страны имеет право рассмотреть его и принять решение, остается ли он в силе или нет. При этом, подобные указы не могут касаться уголовной, налоговой, избирательной или партийной сферы. Чтобы указ особой необходимости и срочности прекратил своё действие, против него должны проголосовать обе палаты Национального конгресса. После анонса указа 70/2023 Милей объявил о планах созвать внеочередную сессию Национального конгресса, на которой парламент должен рассмотреть пакет реформ. Поскольку указ вышел в период перерыва в работе парламента, Милей получил два месяца времени (до 1 марта 2024 года) для того, чтобы договориться о поддержке законопроекта с другими партиями в Национальном конгрессе, где партия Милея «Свобода наступает» находилась на тот момент в меньшинстве.
В тексте приводятся следующие аргументы особой необходимости и срочности: «дисбаланс в экономических и социальных вопросах рассматривается как требующий немедленных действий, а невозможность следовать обычным процедурам рассмотрения и принятия законов и необходимость действовать без предупреждения подчеркивают срочность немедленного решения кризиса в Аргентине». Указ, состоящий из 366 статей, вводит в стране чрезвычайное положение сроком до 31 декабря 2025 года. В первых статьях указа говорится о поправках в более чем 300 нормативно-правовых актах, а также отмены ряда законов, дерегуляции экономики, спутниковой интернет-связи и создания более гибкого рынка труда. В частности, были отменены три закона о регулировании рынка и экономической деятельности: закон № 26.992 «Наблюдательный орган по ценам и наличию ресурсов, товаров и услуг», № 27.545 «Закон о развитии конкуренции в цепочке создания стоимости продуктов питания» и № 20.680 «Закон о поставках». Помимо этого, были внесены изменения в законы № 27.437 «Закон о закупках в Аргентине и поставщиках», № 25.065 «Закон о кредитных картах» и № 9.643 — «Закон об ордерах». Принимаемые в указе меры также включают преобразование различных государственных компаний в акционерные общества, что облегчит дальнейшую приватизацию этих учреждений. Был ослаблен контроль в области аренды — теперь арендодатель мог назначить плату в долларах, а не песо.

## Реакция
Согласно официальной позиции правительства Аргентины, данный указ должен «начать расшатывать репрессивные правовые и институциональные основы, разрушившие экономику страны». Президент Хавьер Милей считает данный указ самой амбициозной реформой за последние 40 лет и началом пути к возвращению Аргентине статуса великой державы. Сразу после анонса указа аргентинские СМИ из-за большого объёма и размаха документа (83 печатных страницы) стали называть его «мегауказом» (в российских СМИ также распространён дословный перевод «мегадекрет», от исп. megadecreto) или «указищем» (от исп. decretazo). Также встречается сокращение DNU, от исп. Decreto de Necesidad y Urgencia.
Через несколько минут после окончания телеобращения президента в нескольких районах Буэнос-Айреса, Ла-Платы, Мар-дель-Платы и Росарио начались марши пустых кастрюль. В Буэнос-Айресе протест был также слышен в районах проживания людей среднего класса, таких как Палермо и Бельграно. В разных районах Буэнос-Айреса жители вышли на улицы на массовые демонстрации. Протестующие скандировали различные слоганы: «¡Que se vayan todos!» («Пусть все уходят!»), «Paro general» («всеобщая забастовка») и «¿Dónde está, que no se ve, esa famosa CGT?» («где находится эта знаменитая CGT, которой не видно?»). Около 22:30 по местному времени у Дворца Национального конгресса Аргентины образовался стихийный митинг, в котором приняли участие тысячи демонстрантов. Перед этим протестующие прошли маршем по Авениде Ривадавия, неся аргентинские флаги и скандируя лозунг «La patria no se vende» («Родина не продается»). На вторую ночь после принятия указа в Росарио прошла многотысячная демонстрация у Национального исторического памятника флагу и на Площади 25 мая. Городской совет Росарио провёл внеочередную сессию по вопросу нового указа. 21 депутат проголосовал «против», «за» проголосовали четыре. Массовые демонстрации прошли также в Кордове, Сан-Карлос-де-Барилоче, Ла-Плате, Хунине, Тандиле, где принимали среди прочих участие члены различных профсоюзных организаций, политических партий и правозащитных организаций.
26 декабря продолжились марши пустых кастрюль в районах Буэнос-Айреса — Кордова, Санта-Фе, Корриентес, Жужуй, Ла-Риоха, Сальта, Чако, Сан-Хуан и Мендоса. 21 декабря Совет директоров Всеобщей конфедерации труда Аргентинской Республики (CGT) провёл собрание, чтобы скоординировать протестные акции против правительства. 27 декабря различные профсоюзы Аргентины провели массовые демонстрации в центре и на площадях столицы. Около десяти тысяч демонстрантов собрались перед зданием суда Буэнос-Айреса. В массовых протестах приняли участие различные профсоюзы, такие как CGT и CTA (Central de Trabajadores de la Argentina), и левые общественные организации, таких как Polo Obrero. Одновременно с этим 27 декабря тысячи людей собрались на площадях в Буэнос-Айресе, а также в Ла-Плате, Тандиле, Кордове и у президентского дворца в Оливосе. Возле президентского дворца была усилена охрана. 3 января 2024 года жители Буэнос-Айреса провели акции протеста на нескольких улицах города против указа 70/2023 и законопроекта «об основах свободы аргентинцев». Протесты прошли в городе Посадас провинции Мисьонес и в городе Сантьяго-дель-Эстеро.